# Werner Schildhauer
Werner Schildhauer (ur. 5 czerwca 1959 w Dessau) – niemiecki lekkoatleta, długodystansowiec reprezentujący NRD.
Srebrny medalista mistrzostw świata w Helsinkach (1983) na dystansach 5000 i 10 000 metrów. Wicemistrz starego kontynentu z Aten na 5000 i 10 000 m.
Zwycięzca biegu na 10 000 metrów podczas pucharu świata (Rzym 1981). W kolejnej edycji (Canberra 1985) był trzeci na tym samym dystansie.
Siódmy zawodnik igrzysk olimpijskich (bieg na 10 000 m, Moskwa 1980).
Schildhauer 11 razy zdobywał złote medale mistrzostw NRD (w biegach na 5000 i 10 000 metrów oraz w przełajach). Czterokrotnie poprawiał rekord NRD w biegu na 10 000 metrów, jego wynik z 1983 (27:24,95) przetrwał jako rekord zjednoczonych Niemiec do 1997

## Rekordy życiowe
- bieg na 5000 m – 13:12,54 (1982)
- bieg na 10 000 m – 27:24,95 (1983)
- bieg godzinny – 20547,00 m (1983)
- bieg na 3000 m – 7:46,5[6] (1982)
- bieg na 5000 m (hala) – 13:34,8[6] (1982)